# Isimila
Isimila è un sito archeologico nei pressi di Iringa, in Tanzania.
Il sito appartiene alla cultura acheuleana e sono stati ritrovati nel 1951 utensili e armi utilizzate da Homo habilis e Homo Erectus, circa 600-700.000 anni fa. Nelle immediate vicinanze è visitabile il museo in cui sono esposti alcuni degli oggetti ritrovati. Il sito di Isimila è un lago prosciugato ed è sede di un particolare fenomeno geologico: la cattedrale di tufo. Una colata di lava ha compattato il calcare e l'acqua che ha scavato la gola lo ha risparmiato formando delle colonne alte una decina di metri.